# أحمد حرارة
الدكتور أحمد البلاسي الشهير باسم «أحمد حرارة» هو طبيب أسنان مصري، تخرج في كلية طب الأسنان بجامعة 6 أكتوبر. اشتُهٍر بفقد كلتا عينيه في خضم أحداث ثورة 25 يناير؛ حيث فقد عينه اليمنى يوم جمعة الغضب بتاريخ 28 يناير 2011 بميدان التحرير، ثم عاد إلى الميدان مرة أخرى ليفقد اليسرى في أحداث شارع محمد محمود بتاريخ 19 نوفمبر 2011.
وقد أعلن الدكتور أحمد حرارة عن رفضه لأية مساعدة مادية، سواء من المؤسسات أو الأفراد، بخصوص علاجه قائلاً: «قررت أن أتكفل بمصاريف علاجي حتى لا أحصل على مقابل لما قدمته لبلادي»، وأكد أنه سيقوم برحلة علاجية إلى سويسرا وألمانيا لمحاولة إجراء جراحة قد تعيد إليه البصر في إحدى عينيه. كما فشلت جراحة كان قد أجراها في فرنسا بسبب شدة الإصابات التي تعرض لها، وصعوبة التدخل الجراحي.

## مواقفه
طالب أحمد حرارة، بمحاسبة المجلس العسكري، الذي تولى السلطة عام 2011، لتسببه في مقتل العشرات في أحداث شارع محمد محمود، كما اتهم الرئيس عبد الفتاح السيسي بولاؤه لهذا المجلس، ووصف «حرارة» قوات الشرطة بـ«اليد القمعية للنظام العسكري»، كما وصف جماعة الإخوان المسلمين بـ«فصيل إرهابي».

## وصلات خارجية
- يوتيوب: لقاء أحمد حرارة مع يسري فودة في برنامج آخر كلام على يوتيوب.